# Flogny-la-Chapelle
 Flogny-la-Chapelle  es una población y comuna francesa que se encuentra en la región de Borgoña, departamento de Yonne, en el distrito de Avallon. Es el chef-lieu del cantón de Flogny-la-Chapelle.

## Demografía
| 918 | 997 | 1137 | 1082 | 1070 | 1099 |
| Para los censos de 1962 a 1999 la población legal corresponde a la población sin duplicidades (Fuente: INSEE [Consultar]) |     |      |      |      |      |